# 볼칸 셴
볼칸 셴(튀르키예어: Volkan Şen, 1987년 7월 7일 ~ )은 아다나 데미르스포르에서 윙어로 활약하고 있는 터키의 축구 선수이다.

## 국가대표 경력
2010년 3월 3일, 그는 온두라스와의 경기에서 터키 축구 국가대표팀으로 데뷔하였고, 팀은 2-0으로 승리하였다. 그는 UEFA 유로 2016 터키 대표팀 최종 명단에 발탁되었다.